# شاهدخت مارگارت
شاهدخت مارگارت (انگلیسی: Princess Margaret; زاده ۲۱ اوت ۱۹۳۰ − درگذشته ۹ فوریه ۲۰۰۲) دختر جرج ششم و الیزابت، ملکه مادر و تنها خواهر الیزابت دوم، ملکه سابق بریتانیا بود.
مارگارت بیشتر دوران کودکی خود را در کنار پدر و مادر و خواهرش گذراند. زندگی او در شش سالگی به طرز چشمگیری تغییر کرد. زمانی که عموی وی، پادشاه ادوارد هشتم، از سلطنت کناره‌گیری کرد و با والیس سیمپسون ازدواج کرد، پدر مارگارت به سلطنت رسید و خواهر وی با داشتن مارگارت در صف دوم سلطنت ، وارث فرض شد. در طول جنگ جهانی دوم، دو خواهر علی‌رغم پیشنهاد برای انتقال آنها به کانادا، در قلعه وینزر اقامت داشتند. در طول سال‌های جنگ، مارگارت برای انجام هرگونه وظیفه رسمی بسیار جوان قلمداد می‌شد و در عوض تحصیلات خود را ادامه داد.
پس از جنگ، مارگارت عاشق کاپیتان گروه پیتر تاونسند شد. در سال ۱۹۵۲، پدرش درگذشت، خواهرش ملکه شد و تاونسند از همسرش رزماری جدا شد. اوایل سال بعد از مارگارت خواستگاری کرد. بسیاری از افراد در دولت معتقد بودند که وی برای خواهر ۲۲ ساله ملکه شوهر نامناسبی خواهد بود و کلیسای انگلیس حاضر به پشتیبانی از ازدواج با یک مرد مطلقه نشد. شاهدخت مارگارت در سن ۲۳ سالگی به کاپیتان پیتر تاونسند علاقه‌مندشد و برای ازدواج با او تا سن ۲۵ سالگی (از قوانین سلطنتی بریتانیا) صبر کرد اما در سن ۲۵ سالگی بر طبق قوانین کلیسا اجازه ازدواج با مرد مطلقه از جانب ملکه الیزابت دوم خواهرش صادر نشد، او روزهای سختی را برای فراموش کردن عشقش کاپیتان پیتر گذراند. مارگارت سرانجام برنامه‌های خود را با تاونسند کنار گذاشت و در سال ۱۹۶۰ با عکاس انتونی آرمسترانگ جونز ازدواج کرد. ملکه او را ارل اسنودن کرد. این زوج صاحب یک پسر به نام دیوید و یک دختر به نام سارا شدند.
مارگارت یکی از اعضای جنجالی خانواده سلطنتی انگلیس بود. طلاق وی در سال ۱۹۷۸ بسیار مورد تبلیغات منفی قرار گرفت و زندگی خصوصی وی برای سال‌ها مورد سوژه‌های شدید رسانه‌ها و ناظران سلطنتی بود. سلامتی او در دو دهه آخر زندگی اش به تدریج بدتر شد. او در بیشتر زندگی بزرگسالی خود سیگاری بود و در سال ۱۹۸۵ تحت عمل ریه قرار گرفت. وی از یک مورد ذات الریه در سال ۱۹۹۳ و حداقل سه سکته مغزی بین سالهای ۱۹۹۸ و ۲۰۰۱ رنج برد. او پس از آخرین سکته‌اش در بیمارستان کینگ ادوارد هفتم در ۹ فوریه ۲۰۰۲ در لندن درگذشت. او همانند پدرش بسیار سیگار می‌کشید و در سن ۷۱ سالگی به دلیل سرطان ریه (مانند پدرش) درگذشت.

## سال‌های آغازین

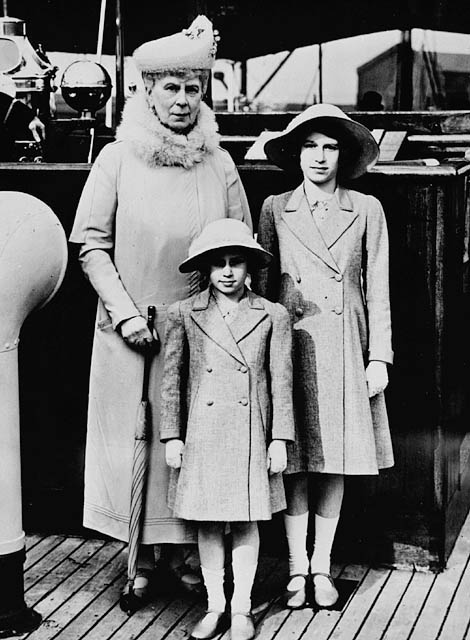
مارگارت (جلو) به همراه مادربزرگش مری و خواهرش الیزابت، مه ۱۹۳۹

مارگارت در ۲۱ اوت ۱۹۳۰ در قلعه گلمیس در اسکاتلند، خانه اجدادی مادرش به دنیا آمد و در خانواده خاندان سلطنتی به مارگو معروف شد. او توسط سر هنری سیمسون، متخصص زنان و زایمان سلطنتی به مادرش تحویل داده شد. وزیر امور خارجه، جی آر کلینز، برای تأیید تولد حضور داشت. ثبت نام تولد وی چند روز به تأخیر افتاد تا از شماره ۱۳ وی در ثبت اسناد جلوگیری شود.
وی در زمان تولد، نفر چهارم در صف جانشینی تاج و تخت انگلیس بود. پدر او دوک یورک (بعداً شاه جرج ششم) پسر دوم پادشاه جرج پنجم و ملکه ماری بود. مادر وی دوشس یورک (بعداً ملکه الیزابت، ملکه مادر)، دختر کوچک ارل چهاردهم و کنتس استراتومور و کینگ هورن بود. دوشس یورک در ابتدا می‌خواست نام دختر دوم خود را «آن مارگارت» بگذارد، همان‌طور که در نامه‌ای به ملکه ماری توضیح داد: «من خیلی هیجان زده هستم که او را آن مارگارت بنامم، زیرا فکر می‌کنم آنِ یورک زیبا به نظر می‌رسد و الیزابت و آن نیز به هم می‌آیند.» پادشاه جرج پنجم از نام آن متنفر بود اما گزینه «مارگارت رز» را تأیید کرد.
مارگارت در ۳۰ اکتبر ۱۹۳۰ در کلیسای خصوصی کاخ باکینگهام توسط کاسمو لانگ، اسقف اعظم کانتربری غسل تعمید یافت.
زندگی اولیه مارگارت در وهله اول در محل اقامت یورک در ۱۴۵ پیکادیلی (خانه خودشان در لندن) و سلطنتی لژ در وینزر سپری شد. عموم مردم یورک، آن‌ها را یک خانواده ایده آل تصور می‌کردند: پدر، مادر و فرزندان، اما شایعات بی اساس در مورد ناشنوایی و لال بودن مارگارت کاملاً از بین نرفت تا اولین حضور عمومی اصلی مارگارت در مراسم ازدواج عمویش پرنس جورج در سال ۱۹۳۴.
وی در کنار خواهرش، پرنسس الیزابت، توسط معلم سر خانه اسکاتلندی آنها ماریون کرافورد تحصیل کرد. تحصیلات مارگارت عمدتاً تحت نظارت مادرش انجام می‌شد، که به گفته راندولف چرچیل «هرگز هدفش این نبود که دخترانش بیش از خانم‌های جوان خوش رفتار باشند». هنگامی که ملکه ماری بر اهمیت تحصیلات اصرار ورزید، دوشس یورک اظهار داشت: «من نمی‌دانم منظور او چیست. هر چه باشد من و خواهرانم فقط معلم سر خانه داشتیم و همه ما به خوبی ازدواج کردیم - یکی از ما بسیار خوب». مارگارت نسبت به تحصیلات محدود خود، خصوصاً در سال‌های بعد، کینه‌توزی داشت و انتقاد از مادر را هدف قرار می‌داد. با این حال، مادر مارگارت به یکی از دوستانش گفت که «از این که دخترانش مانند بچه‌های دیگر به مدرسه نرفته‌اند» پشیمان است. و استخدام یک معلم سر خانه به جای اعزام دختران به مدرسه فقط با اصرار شاه جورج پنجم انجام شده‌است. جی ام. باری، نویسنده کتاب پیتر پن، داستان‌هایی را برای خواهران در کودکی می‌خواند.

## سال‌های پس از جنگ

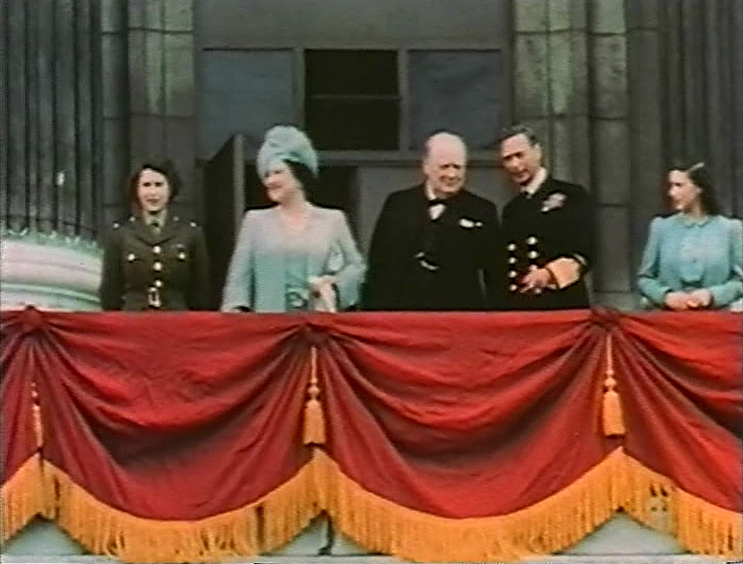
مارگارت (انتهای راست) در بالکن کاخ باکینگهام به همراه خانواده اش و وینستون چرچیل در ۸ مه ۱۹۴۵

در پایان جنگ در سال ۱۹۴۵، مارگارت به همراه خانواده و نخست‌وزیر وینستون چرچیل در بالکن کاخ باکینگهام ظاهر شد. پس از آن، الیزابت و مارگارت هر دو به صورت ناشناس به جمعیت بیرون کاخ پیوستند و شعار می‌دادند: «ما شاه را می‌خواهیم، ما ملکه را می‌خواهیم!»
در ۱۵ آوریل ۱۹۴۶، مارگارت وارد کلیسای انگلیس شد. در ۱ فوریه ۱۹۴۷، او، الیزابت و والدین آنها یک تور دولتی آفریقای جنوبی را آغاز کردند. این دیدار سه‌ماهه اولین دیدار مارگارت به خارج از کشور بود و او بعداً ادعا کرد که «هر دقیقه آن را» به خاطر می‌آورد. مارگارت توسط پیتر تاونسند، اسب سوار پادشاه، مورد حمایت قرار گرفت. در اواخر همان سال، مارگارت در عروسی الیزابت ساقدوش عروس بود. در سه سال آینده الیزابت صاحب دو فرزند به نام‌های چارلز و آن شد که تولد آنها مارگارت را از خط جانشینی جلوتر برد.
در سال ۱۹۵۰، معلم سلطنتی سابق، ماریون کرافورد، زندگینامه‌ای غیرمجاز از سال‌های کودکی الیزابت و مارگارت را با عنوان «شاهزاده‌های کوچک"»منتشر کرد که در آن وی مارگارت را «بازیگوش سبک قلب» و «سرگرم‌کننده و خشن» توصیف کرده بود.

## رابطه عاشقانه با پیتر تانزند

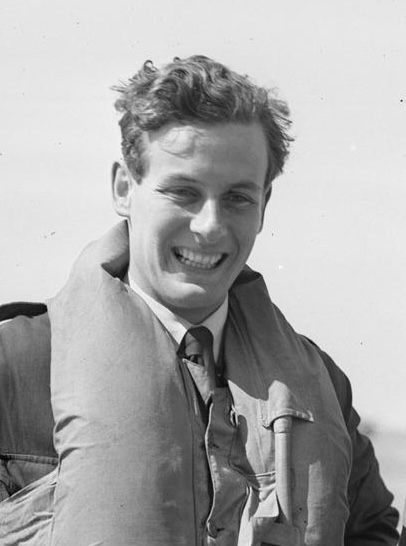
ستوان خلبان پیتر تاونسند در سال ۱۹۴۰

مارگارت از مرگ پدرش ناراحت بود و برای کمک به خواب او، داروهای آرامبخش تجویز شد. وی دربارهٔ پدرش نوشت: «او شخصیتی بسیار شگفت‌انگیز، قلب و مرکز خانواده خوشبخت ما بود.» مارگارت با مادر بیوه خود از کاخ باکینگهام نقل مکان کرد و به خانه کلارنس رفت، در حالی که خواهر و خانواده‌اش از خانه کلارنس به کاخ باکینگهام نقل مکان کردند.
پیتر تاونسند به عنوان سرپرست خانه تجدید ساختار شده مادرش منصوب شد. در سال ۱۹۵۳، او از همسر اول خود جدا شد و خواستار ازدواج با مارگارت شد. وی ۱۵ سال بزرگتر از وی بود و از ازدواج قبلی خود دارای دو فرزند بود. مارگارت خواسته خود را برای ازدواج با تاونسند، به خواهر خود، ملکه اطلاع داد. رضایت ملکه طبق «قانون ازدواج‌های سلطنتی ۱۷۷۲» لازم بود. همان‌طور که در سال ۱۹۳۶، کلیسای انگلیس حاضر به پذیرش ازدواج عموی مارگارت، ادوارد هشتم با بیوه آمریکایی نشد. ملکه ماری اخیراً فوت کرده بود و الیزابت در آستانه تاج گذاری بود. وی پس از تاج گذاری، قصد داشت به مدت شش ماه در کشورهای مشترک‌المنافع گشت و گذار کند. ملکه به مارگارت گفت، «تحت این شرایط، منطقی نیست که من از شما بخواهم یک سال صبر کنید.» و در عوض او را از خانه مادر ملکه به خانه خود منتقل کرد. کابینه انگلیس از تأیید این ازدواج خودداری کرد و روزنامه‌ها گزارش دادند که این ازدواج «غیرقابل تصور» است و «برخلاف سنت سلطنتی و مسیحی» می‌باشد. چرچیل به ملکه اطلاع داد که نخست وزیران دومنیون به اتفاق آرا مخالف این ازدواج هستند و پارلمان ازدواج را که توسط کلیسای انگلیس به رسمیت شناخته نشود تصویب نمی‌کند مگر اینکه مارگارت از حقوق خود برای سلطنت چشم پوشی کند.

## ازدواج

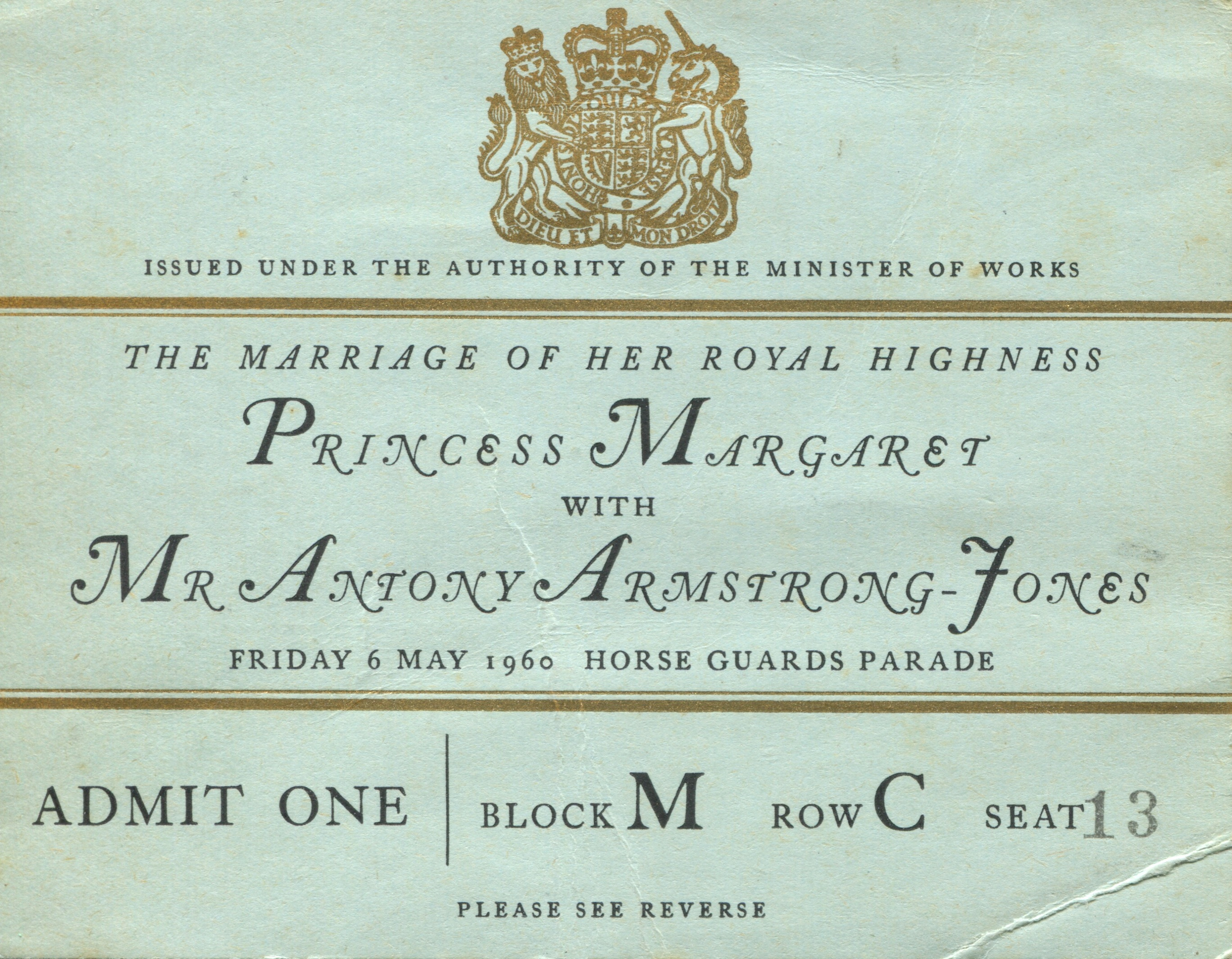
یک کارت دعوت مراسم عروسی مارگارت

پرنسس مارگارت برای اولین بار در سال ۱۹۵۸ با انتونی آرمسترانگ جونز، که یک عکاس بود، در یک مهمانی شام ملاقات کرد. آنها در اکتبر ۱۹۵۹ نامزد کردند. آرمسترانگ-جونز با یک حلقه نامزدی یاقوتی که به وسیله یک الماس به شکل گلدان احاطه شده بود، از مارگارت خواستگاری کرد. گفته می‌شود که این اتفاق یک روز پس از اینکه خبر اینکه پیتر تاونسند قصد دارد با یک زن جوان بلژیکی ازدواج کند منتشر شد. این زن بلژیکی ماری لوس جاماگن بود که نصف پیتر سن داشت و شباهت زیادی به شاهزاده مارگارت داشت. ماری پیشنهاد پیتر را پذیرفت. اعلام نامزدی مارگارت، در ۲۶ فوریه ۱۹۶۰، مطبوعات را غافلگیر کرد. او مراقبت کرده بود که رابطه عاشقانه‌اش را از خبرنگاران پنهان کند.

## زندگی عمومی و کار خیرخواهانه
از جمله اولین اقدامات رسمی مارگارت، راه اندازی کشتی اقیانوس پیمای قلعه ادینبورگ در بلفاست در سال ۱۹۴۷ بود. متعاقباً، مارگارت به تورهای مختلفی از مکانهای مختلف پرداخت. در اولین تور مهم خود، در سال ۱۹۴۷ به تور و سفر به آفریقای جنوبی به پدر و مادر و خواهرش پیوست. تور وی در انگلیس به مستعمرات انگلیس در دریای کارائیب در سال ۱۹۵۵ باعث ایجاد شور و هیجان در سرتاسر هند غربی شد و کلاسپوها نیز به او تقدیم شدند. در حالی که مستعمرات کشورهای مشترک‌المنافع انگلیس به دنبال ملیت بودند، پرنسس مارگارت نماینده ولیعهد در مراسم استقلال در جامائیکا در ۱۹۶۲ و تووالو و دومنیکا در ۱۹۷۸ بود. سفر وی به تووالو به دلیل یک بیماری، که ممکن است ذات الریه ویروسی باشد، کوتاه شد؛ و او را برای بهبودی به استرالیا منتقل کردند. سایر سفرهای خارج از کشور شامل ایالات متحده در ۱۹۶۵، ژاپن در ۱۹۶۹ و ۱۹۷۹، ایالات متحده و کانادا در ۱۹۷۴، استرالیا در ۱۹۷۵، فیلیپین در ۱۹۸۰، سوازیلند در ۱۹۸۱، و چین در سال ۱۹۸۷.
منافع اصلی او موسسات خیریه رفاهی، موسیقی و باله بود. وی رئیس انجمن ملی و انجمن سلطنتی اسکاتلند برای جلوگیری از ظلم به کودکان و کمک به کودکان بی‌اعتبار در سرتاسر کشور بود ("I CAN" نیز نامیده می‌شود). وی رئیس بزرگ تیپ آمبولانس سنت جان و سرهنگ ارشد سپاه پرستاری ارتش سلطنتی ملکه الکساندرا بود. وی همچنین رئیس یا حامی بسیاری از سازمانها مانند انجمن المپیک غرب وست هند، دختران راهنما، تئاتر باله شمالی، باله سلطنتی بیرمنگام، باله اسکاتلند، کودکان اول، مراقبت از سرطان Tenovus، کالج سلطنتی پرستاری، و لندن فانوس دریایی (یک مؤسسه خیریه ایدز که از آن زمان با ترنس هیگینز تراست ادغام شده‌است). در برخی مواقع از مارگارت انتقاد شد که به دلیل سایر اعضای خانواده سلطنتی فعال نیست.